# Визона (Виченца)
Визона је насеље у Италији у округу Виченца, региону Венето.
Према процени из 2011. у насељу је живело 26 становника. Насеље се налази на надморској висини од 574 м.